# Nikita Mazepin
Nikita Mazepin (n. 2 martie 1999, Moscova, Rusia) este un fost pilot de Formula 1. De-a lungul carierei a luat startul în 21 de curse, niciuna din pole-position. Nu a câștigat nicio cursă și nu a terminat niciodată pe podium, acumulând 0 puncte în întreaga activitate ca pilot de Formula 1.